# Guy Derlan
Alphonse Golomstok dit Guy Derlan, né  le 7 janvier 1902 dans le 18e arrondissement de Paris et mort le 5 juillet 1973 à Brétigny-sur-Orge, est un acteur français.

## Biographie
Guy Derlan est le fils d'Isaac Golomstok (1868-1927) tailleur originaire de Borissov en Biélorussie et de Moussia Eptia Abramovitch (1870-1934) originaire de Ponevezh en Lituanie, tous deux naturalisés français en mars 1896 deux ans après leur mariage à Paris.
Parallèlement à sa carrière d'acteur de théâtre et de cinéma, il continuera d'exercer son métier de tailleur puis de commerçant en confection dans le quartier du Sentier.
Sa carrière s'interrompt avec la mise en place des lois anti-juives du régime de Vichy qui lui interdisent la profession d'acteur et le contraignent à la clandestinité. Son frère Max Golomstok (1895-1984) qui était négociant en tissus et en fourrures, sera arrêté et interné à Drancy avant d'être déporté le 30 juin 1944 au camp de concentration d'Auschwitz par le convoi 76 dont il sera l'un des rares survivants.

## Carrière au théâtre
- 1919 : Malikoko, roi nègre, pièce en 4 actes et 20 tableaux d'André Mouëzy-Éon, musique de Marius Baggers, au théâtre du Châtelet (10 décembre) : un chasseur
- 1921 : La Pucelle du rat mort, vaudeville en 3 actes d'André Mouëzy-Éon, à La Cigale (13 mars) : Émilien d'Alençon
- 1924 : Morphinomanes, pièce en 3 actes de René Maillard, au théâtre Fontaine (31 mars) : Marcel
- 1924 : Chez le Bouif, pièce en 1 acte de Georges de La Fouchardière et André Lévy-Oulmann, au théâtre Fontaine (31 mars) : Totor
- 1926 : Mademoiselle Jockey, comédie en 3 actes de René Fauchois, au théâtre de la Potinière (10 novembre) : un lad
- 1927 : Tennis, comédie en 3 actes de Léon Ruth, au théâtre des Mathurins (10 janvier)
- 1927 : Knock-out, comédie en 3 actes de Jacques Natanson et Jacques Théry, au théâtre Édouard VII (avril) : le garçon de café
- 1927 : Marie la Moche, drame en 4 actes d'Alfred Gragnon, au théâtre des Folies-Dramatiques (16 mai)
- 1927 : La 40 CV du Roi, comédie en 3 actes de Jacques Natanson, au théâtre des Nouveautés (août)
- 1928 : Topaze, comédie en 4 actes de Marcel Pagnol, au théâtre des Variétés (10 octobre) : Roger de Berville[6]
- 1934 : Le Joli Monde, comédie en 3 actes et 4 tableaux d'Alfred Savoir d'après un conte de Jean Sarrus, mise en scène de Marcel Simon, au théâtre des Ambassadeurs (11 mai)
- 1935 : Quand jouons-nous la comédie ?, pièce en 3 actes et 7 tableaux de Sacha Guitry, au théâtre de Paris (20 septembre) : un journaliste
- 1937 : L'Opéra de quat'sous, comédie musicale en 3 actes et 8 tableaux de Bertholt Brecht, adaptation française d'André Mauprey et Ninon Tallon, musique de Kurt Weill, au théâtre de l'Étoile (28 septembre) : Jacob dit Courant d'air
- 1947 : Nous irons à Valparaiso, comédie en 4 actes de Marcel Achard, mise en scène de Pierre Blanchar, au théâtre de l'Athénée (2 mars) : Adolphe Charpentier
- 1947 : L'amour vient en jouant, comédie en 3 actes de Jean Bernard-Luc, mise en scène de Pierre-Louis, au théâtre des Capucines (28 septembre) : le premier visiteur
- 1951 : Mister Roberts, comédie en 2 actes et 12 tableaux de Joshua Logan, adaptation française de Marcel Duhamel, au théâtre des Variétés (7 février) : un membre d'équipage
- 1953 : Ces messieurs de la Santé, comédie en 3 actes de Paul Armont et Léopold Marchand, au théâtre de Paris (13 novembre) : Zwerch
- 1955 : Anastasia, pièce-féérie en 3 actes de Marcelle Maurette, mise en scène de Jean Le Poulain, au théâtre Antoine (8 novembre 1955-12 février 1956) : Isaac Abramovitch.

## Carrière au cinéma
- 1932 : Coup de feu à l'aube de Serge de Poligny : Bobby
- 1933 : Le Soir des rois de Jean Daumery : l'ablette Barnabé
- 1933 : Une femme au volant de Kurt Gerron et Pierre Billon : le mécanicien
- 1933 : L'Ange gardien de Jean Choux : le secrétaire
- 1933 : Lac aux dames de Marc Allégret
- 1933 : Martini sec, moyen-métrage (37 min) d'Edmond T. Gréville
- 1934 : Ces messieurs de la Santé de Pierre Colombier : Zwerch
- 1934 : Un homme en or de Jean Dréville : Roland Hardi
- 1934 : L'Oncle de Pékin de Jacques Darmont : le curateur
- 1936 : La Marraine de Charley de Pierre Colombier : le secrétaire
- 1949 : Dernière Heure, édition spéciale de Maurice de Canonge : le patron du bar
- 1950 : Trois Télégrammes de Henri Decoin
- 1950 : Ma pomme de Marc-Gilbert Sauvajon
- 1951 : Clara de Montargis de Henri Decoin
- 1951 : Boîte de nuit d'Alfred Rode : Victor
- 1953 : Horizons sans fin de Jean Dréville : Fougères
- 1953 : Tourbillon d'Alfred Rode
- 1954 : Sur le banc de Robert Vernay : le vendeur